# Ambystoma altamirani
Ambystoma altamirani – gatunek płaza ogoniastego z rodziny ambystomowatych (Ambystomatidae). Endemit Meksyku. Jest zagrożony wyginięciem.

## Występowanie
Występuje na terenie Meksyku, w okolicy miasta Meksyk, na południu oraz zachodzie Doliny Meksyku oraz na północy stanu Morelos. Przebywa w pobliżu górskich strumieni w lasach na wysokości od 2700 do 3200 m n.p.m.

## Charakterystyka
Osiągają długość około 11,5 cm razem z ogonem. Sam ogon natomiast mierzy około 5 cm. Samice mają krótsze ogony od samców. Mają purpurowoczarny kolor ciała od strony grzbietu, natomiast pod spodem są purpurowofioletowe. Mają jasny kremowy wzór na ciele.